# Soupisky hokejových reprezentací na MS 2023
Hlavní článek: Mistrovství světa v ledním hokeji 2023
Na soupisce každého týmu bylo nejméně 15 bruslařů (útočníků a obránců) a dva brankáři, nejvýše 22 bruslařů a tři brankáři. Všech 16 zúčastněných zemí muselo prostřednictvím potvrzení svých národních svazů předložit soupisku do prvního zasedání direktoriátu IIHF. Pokud byla soupiska plná, mohl být hráč nahrazen po posouzení lékařem federace jiným hráčem z hráčů "dlouhého seznamu". Zraněný hráč se již nesměl vrátit zpět do turnaje. Každý svaz poslal tzv. dlouhý seznam IIHF nejméně dva týdny před turnajem, bylo na něm celkem maximálně 70 hráčů do pole a 8 brankářů. Z tohoto dlouhého seznamu pak každý svaz udělal konečnou nominaci do turnaje. Hráče mimo tento seznam nelze dát do nominace, ani nemohli být náhradníky.

## Skupina A

### Dánsko
- Soupiska na oficiálních webových stránkách zde
- Hlavní trenér:  Heinz Ehlers
- Asistent trenéra:  Andreas Lilja
- Asistent trenéra:  Jens Nielsen

| Dánsko na MS 2023                         | Dánsko na MS 2023 | Dánsko na MS 2023   | Dánsko na MS 2023         | Dánsko na MS 2023 | Dánsko na MS 2023 |
| Číslo                                     | Post              | Hráč                | Klub                      |                   |                   |
| ----------------------------------------- | ----------------- | ------------------- | ------------------------- | ----------------- | ----------------- |
| 1                                         | B                 | William Rorth       | Rødovre Mighty Bulls      |                   |                   |
| 9                                         | Ú                 | Frederik Storm      | ERC Ingolstadt            |                   |                   |
| 12                                        | Ú                 | Oscar Mølgaard      | HV71                      |                   |                   |
| 14                                        | O                 | Jacob Gammelgaard   | Rungsted Seier Capital    |                   |                   |
| 15                                        | O                 | Matias Lassen       | Malmö Redhawks            |                   |                   |
| 17                                        | Ú                 | Nicklas Jensen      | SC Rapperswil-Jona Lakers |                   |                   |
| 19                                        | Ú                 | Matthias Asperup    | Herlev Eagles             |                   |                   |
| 22                                        | O                 | Markus Lauridsen    | Malmö Redhawks            |                   |                   |
| 24                                        | Ú                 | Nikolaj Ehlers      | Winnipeg Jets             |                   |                   |
| 27                                        | O                 | Anders Krogsgaard   | Fischtown Pinguins        |                   |                   |
| 32                                        | B                 | Mathias Seldrup     | Esbjerg Energy            |                   |                   |
| 34                                        | O                 | Morten Jensen       | Rungsted Seier Capital    |                   |                   |
| 38                                        | Ú                 | Morten Poulsen      | Herning Blue Fox          |                   |                   |
| 39                                        | B                 | George Sørensen     | Aalborg Pirates           |                   |                   |
| 40                                        | O                 | Anders Koch         | Aalborg Pirates           |                   |                   |
| 41                                        | O                 | Jesper Jensen –     | EC KAC                    |                   |                   |
| 42                                        | Ú                 | Mikkel Aagaard      | Modo Hockey               |                   |                   |
| 47                                        | O                 | Oliver Larsen       | Mikkelin Jukurit          |                   |                   |
| 50                                        | Ú                 | Mathias Bau         | Herning Blue Fox          |                   |                   |
| 54                                        | Ú                 | Felix Scheel        | EHC Visp                  |                   |                   |
| 63                                        | Ú                 | Patrick Russell – A | Linköping HC              |                   |                   |
| 65                                        | Ú                 | Christian Wejse     | Fischtown Pinguins        |                   |                   |
| 71                                        | Ú                 | Niklas Andersen     | Fischtown Pinguins        |                   |                   |
| 89                                        | Ú                 | Mikkel Bødker – A   | HV71                      |                   |                   |
| 95                                        | Ú                 | Nick Olesen         | Brynäs IF                 |                   |                   |
| Zranění hráči, kteří odstoupili z turnaje |                   |                     |                           |                   |                   |
| 25                                        | O                 | Oliver Lauridsen    | Malmö Redhawks            |                   |                   |
| 80                                        | B                 | Frederik Dichow     | Frölunda HC               |                   |                   |

### Finsko
- Soupiska na oficiálních webových stránkách zde
- Hlavní trenér:  Jukka Jalonen
- Asistent trenéra:  Mikko Manner
- Asistent trenéra:  Atu Selin
- Trenér brankářů:  Kari Lehtonen

| 2  | O | Ville Pokka        | Färjestad BK             |
| 3  | O | Olli Määttä – A    | Detroit Red Wings        |
| 4  | O | Mikko Lehtonen     | ZSC Lions                |
| 6  | O | Niklas Friman      | Brynäs IF                |
| 10 | Ú | Joel Armia         | Montreal Canadiens       |
| 12 | Ú | Marko Anttila –    | Oulun Kärpät             |
| 19 | Ú | Waltteri Merelä    | Tappara                  |
| 23 | O | Nikolas Matinpalo  | Porin Ässät              |
| 24 | Ú | Hannes Björninen   | Brynäs IF                |
| 29 | Ú | Ahti Oksanen       | IK Oskarshamn            |
| 30 | B | Christian Heljanko | Tappara                  |
| 33 | B | Emil Larmi         | Växjö Lakers             |
| 42 | Ú | Kasperi Kapanen    | St. Louis Blues          |
| 45 | B | Jussi Olkinuora    | Brynäs IF                |
| 50 | O | Miika Koivisto     | Växjö Lakers             |
| 52 | O | Mikael Seppälä     | Tappara                  |
| 55 | O | Atte Ohtamaa       | Oulun Kärpät             |
| 65 | Ú | Sakari Manninen    | Henderson Silver Knights |
| 70 | Ú | Teemu Hartikainen  | Ženeva-Servette HC       |
| 74 | Ú | Antto Suomela      | IK Oskarshamn            |
| 76 | Ú | Jere Sallinen      | EHC Biel                 |
| 82 | Ú | Harri Pesonen      | SCL Tigers               |
| 84 | Ú | Kaapo Kakko        | New York Rangers         |
| 91 | Ú | Juho Lammikko      | ZSC Lions                |
| 96 | Ú | Mikko Rantanen – A | Colorado Avalanche       |

### Francie
- Soupiska na oficiálních webových stránkách zde
- Hlavní trenér:  Philippe Bozon
- Asistent trenéra:  Yorick Treille
- Asistent trenéra:  Ivano Zanatta

| Francie na MS 2023                        | Francie na MS 2023 | Francie na MS 2023     | Francie na MS 2023             | Francie na MS 2023 | Francie na MS 2023 |
| Číslo                                     | Post               | Hráč                   | Klub                           |                    |                    |
| ----------------------------------------- | ------------------ | ---------------------- | ------------------------------ | ------------------ | ------------------ |
| 3                                         | Ú                  | Charles Bertrand       | ERC Ingolstadt                 |                    |                    |
| 5                                         | O                  | Enzo Guebey            | ZSC Lions                      |                    |                    |
| 6                                         | O                  | Vincent Llorca         | Ducs d'Angers                  |                    |                    |
| 7                                         | O                  | Pierre Crinon          | Brûleurs de Loups              |                    |                    |
| 8                                         | O                  | Hugo Gallet            | KalPa                          |                    |                    |
| 12                                        | Ú                  | Valentin Claireaux – A | Dragons de Rouen               |                    |                    |
| 13                                        | Ú                  | Peter Valier           | Boxers de Bordeaux             |                    |                    |
| 22                                        | Ú                  | Guillaume Leclerc      | Fehérvár AV19                  |                    |                    |
| 24                                        | Ú                  | Justin Addamo          | Wilkes-Barre/Scranton Penguins |                    |                    |
| 25                                        | Ú                  | Nicolas Ritz – A       | Ducs d'Angers                  |                    |                    |
| 27                                        | O                  | Jules Boscq            | Boxers de Bordeaux             |                    |                    |
| 29                                        | Ú                  | Louis Boudon           | Iowa Heartlanders              |                    |                    |
| 32                                        | B                  | Quentin Papillon       | Scorpions de Mulhouse          |                    |                    |
| 33                                        | B                  | Julian Junca           | Rapaces de Gap                 |                    |                    |
| 37                                        | B                  | Sebastian Ylönen       | Jokers de Cergy-Pontoise       |                    |                    |
| 42                                        | Ú                  | Alexandre Texier       | ZSC Lions                      |                    |                    |
| 62                                        | O                  | Florian Chakiachvili   | Dragons de Rouen               |                    |                    |
| 74                                        | O                  | Thomas Thiry           | HC Ajoie                       |                    |                    |
| 77                                        | Ú                  | Sacha Treille –        | Brûleurs de Loups              |                    |                    |
| 78                                        | Ú                  | Dylan Fabre            | Brûleurs de Loups              |                    |                    |
| 81                                        | Ú                  | Anthony Rech           | Iserlohn Roosters              |                    |                    |
| 85                                        | O                  | Lucien Onno            | Brûleurs de Loups              |                    |                    |
| 94                                        | Ú                  | Tim Bozon              | Lausanne HC                    |                    |                    |
| 95                                        | Ú                  | Kévin Bozon            | HC Ajoie                       |                    |                    |
| 96                                        | Ú                  | Loïc Farnier           | Jokers de Cergy-Pontoise       |                    |                    |
| Zranění hráči, kteří odstoupili z turnaje |                    |                        |                                |                    |                    |
| 72                                        | Ú                  | Jordann Perret         | Mountfield HK                  |                    |                    |

### Maďarsko
- Soupiska na oficiálních webových stránkách zde
- Hlavní trenér:  Kevin Constantine
- Asistent trenéra:  Szabolcs Fodor
- Asistent trenéra:  David Kiss
- Asistent trenéra:  Zoltán Szilassy

| Maďarsko na MS 2023                       | Maďarsko na MS 2023 | Maďarsko na MS 2023 | Maďarsko na MS 2023        | Maďarsko na MS 2023 | Maďarsko na MS 2023 |
| Číslo                                     | Post                | Hráč                | Klub                       |                     |                     |
| ----------------------------------------- | ------------------- | ------------------- | -------------------------- | ------------------- | ------------------- |
| 1                                         | B                   | Bence Bálizs        | JKH GKS Jastrzębie         |                     |                     |
| 4                                         | O                   | Tamás Pozsgai – A   | MAC Budapest               |                     |                     |
| 6                                         | O                   | Bence Szirányi      | DVTK Jegesmedvék           |                     |                     |
| 8                                         | O                   | Bence Szabó         | MAC Budapest               |                     |                     |
| 10                                        | Ú                   | Gergő Nagy –        | Ferencvárosi TC            |                     |                     |
| 12                                        | O                   | Bence Stipsicz      | Fehérvár AV19              |                     |                     |
| 14                                        | Ú                   | Balázs Sebők        | Ilves                      |                     |                     |
| 16                                        | Ú                   | Dániel Kóger        | CSM Corona Brașov          |                     |                     |
| 17                                        | O                   | Roland Kiss         | DVTK Jegesmedvék           |                     |                     |
| 18                                        | Ú                   | Karol Csányi        | HKM Zvolen                 |                     |                     |
| 20                                        | Ú                   | István Sofron       | HSC Csíkszereda            |                     |                     |
| 21                                        | Ú                   | Kristóf Papp        | Northern Michigan Wildcats |                     |                     |
| 22                                        | Ú                   | Vilmos Galló        | Linköping HC               |                     |                     |
| 23                                        | O                   | Zétény Hadobás      | Västerås IK                |                     |                     |
| 24                                        | Ú                   | Kristof Németh      | Fehérvár AV19              |                     |                     |
| 28                                        | Ú                   | István Bartalis     | Fehérvár AV19              |                     |                     |
| 33                                        | O                   | Milán Horváth       | Fehérvár AV19              |                     |                     |
| 34                                        | Ú                   | István Terbócs      | Fehérvár AV19              |                     |                     |
| 35                                        | B                   | Dominik Horváth     | Fehérvár AV19              |                     |                     |
| 36                                        | Ú                   | Csanád Erdély       | Fehérvár AV19              |                     |                     |
| 44                                        | O                   | Fejes Nándor        | Gyergyói HK                |                     |                     |
| 59                                        | B                   | Gergely Arany       | Ferencvárosi TC            |                     |                     |
| 61                                        | Ú                   | Péter Vincze        | Gyergyói HK                |                     |                     |
| 62                                        | Ú                   | János Hári – A      | Fehérvár AV19              |                     |                     |
| 70                                        | O                   | Zsombor Garát       | MAC Budapest               |                     |                     |
| Zranění hráči, kteří odstoupili z turnaje |                     |                     |                            |                     |                     |
| 13                                        | Ú                   | Krisztián Nagy      | MAC Budapest               |                     |                     |

### Německo
- Soupiska na oficiálních webových stránkách zde
- Hlavní trenér:  Harold Kreis
- Asistent trenéra:  Pekka Kangasalusta
- Asistent trenéra:  Alexander Sulzer

| 1  | B | Dustin Strahlmeier   | Grizzlys Wolfsburg |
| 6  | O | Kai Wissmann         | Providence Bruins  |
| 7  | Ú | Maximilian Kastner   | Red Bull München   |
| 9  | Ú | Leon Gawanke         | Manitoba Moose     |
| 27 | O | Maksymilian Szuber   | Red Bull München   |
| 28 | Ú | Samuel Soramies      | Augsburger Panther |
| 33 | Ú | John-Jason Peterka   | Buffalo Sabres     |
| 35 | B | Mathias Niederberger | Red Bull München   |
| 37 | B | Maximilian Franzreb  | Fischtown Pinguins |
| 38 | O | Fabio Wagner         | ERC Ingolstadt     |
| 40 | Ú | Alexander Ehl        | Düsseldorfer EG    |
| 41 | O | Jonas Müller         | Eisbären Berlín    |
| 53 | O | Moritz Seider        | Detroit Red Wings  |
| 56 | Ú | Manuel Wiederer      | Eisbären Berlín    |
| 57 | O | Leon Hüttl           | ERC Ingolstadt     |
| 60 | Ú | Wojciech Stachowiak  | ERC Ingolstadt     |
| 62 | Ú | Parker Tuomie        | Straubing Tigers   |
| 72 | Ú | Dominik Kahun – A    | SC Bern            |
| 74 | Ú | Justin Schütz        | Red Bull München   |
| 77 | Ú | Daniel Fischbuch     | Düsseldorfer EG    |
| 78 | Ú | Nico Sturm           | San Jose Sharks    |
| 91 | O | Moritz Müller –      | Kölner Haie        |
| 92 | Ú | Marcel Noebels – A   | Eisbären Berlín    |
| 95 | Ú | Frederik Tiffels     | Red Bull München   |
| 97 | Ú | Filip Varejcka       | Red Bull München   |

### Spojené státy americké
- Soupiska na oficiálních webových stránkách zde
- Hlavní trenér:  David Quinn
- Trenér brankářů:  Thomas Speer

| USA na MS 2023                            | USA na MS 2023 | USA na MS 2023    | USA na MS 2023             | USA na MS 2023 | USA na MS 2023 |
| Číslo                                     | Post           | Hráč              | Klub                       |                |                |
| ----------------------------------------- | -------------- | ----------------- | -------------------------- | -------------- | -------------- |
| 1                                         | B              | Casey DeSmith     | Pittsburgh Penguins        |                |                |
| 3                                         | O              | Henry Thrun       | San Jose Sharks            |                |                |
| 4                                         | O              | Connor Mackey     | Arizona Coyotes            |                |                |
| 7                                         | O              | Ronnie Attard     | Lehigh Valley Phantoms     |                |                |
| 10                                        | Ú              | Drew O'Connor     | Pittsburgh Penguins        |                |                |
| 11                                        | Ú              | Luke Tuch         | Boston University Terriers |                |                |
| 12                                        | O              | Dylan Samberg     | Winnipeg Jets              |                |                |
| 13                                        | Ú              | Nick Bonino –     | Pittsburgh Penguins        |                |                |
| 15                                        | O              | Scott Perunovich  | Springfield Thunderbirds   |                |                |
| 17                                        | Ú              | T. J. Tynan       | Ontario Reign              |                |                |
| 19                                        | Ú              | Cutter Gauthier   | Boston College Eagles      |                |                |
| 20                                        | O              | Lane Hutson       | Boston University Terriers |                |                |
| 21                                        | Ú              | Sean Farrell      | Montreal Canadiens         |                |                |
| 22                                        | Ú              | Anders Bjork      | Chicago Blackhawks         |                |                |
| 23                                        | Ú              | Michael Eyssimont | Tampa Bay Lightning        |                |                |
| 25                                        | O              | Nick Perbix       | Tampa Bay Lightning        |                |                |
| 27                                        | Ú              | Matthew Coronato  | Calgary Flames             |                |                |
| 29                                        | B              | Drew Commesso     | Rockford IceHogs           |                |                |
| 38                                        | Ú              | Patrick Brown     | Ottawa Senators            |                |                |
| 40                                        | B              | Cal Petersen      | Ontario Reign              |                |                |
| 43                                        | O              | Tyler Kleven      | Ottawa Senators            |                |                |
| 56                                        | Ú              | Rocco Grimaldi    | Rockford IceHogs           |                |                |
| 83                                        | Ú              | Conor Garland – A | Vancouver Canucks          |                |                |
| 89                                        | Ú              | Alex Tuch – A     | Buffalo Sabres             |                |                |
| 91                                        | Ú              | Carter Mazur      | Grand Rapids Griffins      |                |                |
| Zranění hráči, kteří odstoupili z turnaje |                |                   |                            |                |                |
| 9                                         | Ú              | Sammy Walker      | Iowa Wild                  |                |                |

### Švédsko
- Soupiska na oficiálních webových stránkách zde
- Hlavní trenér:  Sam Hallam
- Asistent trenéra:  Josef Boumedienne
- Asistent trenéra:  Stefan Klockare
- Asistent trenéra:  Nicklas Rahm

| Švédsko na MS 2023                        | Švédsko na MS 2023 | Švédsko na MS 2023   | Švédsko na MS 2023  | Švédsko na MS 2023 | Švédsko na MS 2023 |
| Číslo                                     | Post               | Hráč                 | Klub                |                    |                    |
| ----------------------------------------- | ------------------ | -------------------- | ------------------- | ------------------ | ------------------ |
| 2                                         | O                  | Christian Folin      | Frölunda HC         |                    |                    |
| 7                                         | O                  | Henrik Tömmernes     | Ženeva-Servette HC  |                    |                    |
| 12                                        | O                  | Patrik Nemeth        | Arizona Coyotes     |                    |                    |
| 17                                        | Ú                  | Pär Lindholm         | Skellefteå AIK      |                    |                    |
| 18                                        | Ú                  | Dennis Everberg      | Rögle BK            |                    |                    |
| 19                                        | Ú                  | Marcus Sörensen      | Fribourg-Gottéron   |                    |                    |
| 21                                        | Ú                  | Leo Carlsson         | Örebro HK           |                    |                    |
| 23                                        | Ú                  | Lucas Raymond – A    | Detroit Red Wings   |                    |                    |
| 24                                        | Ú                  | Oscar Lindberg       | SC Bern             |                    |                    |
| 30                                        | B                  | Jesper Wallstedt     | Minnesota Wild      |                    |                    |
| 31                                        | B                  | Lars Johansson       | Frölunda HC         |                    |                    |
| 32                                        | O                  | Lukas Bengtsson      | Växjö Lakers        |                    |                    |
| 33                                        | Ú                  | Jakob Silfverberg –  | Anaheim Ducks       |                    |                    |
| 35                                        | B                  | Jacob Johansson      | Timrå IK            |                    |                    |
| 37                                        | O                  | Timothy Liljegren    | Toronto Maple Leafs |                    |                    |
| 38                                        | O                  | Rasmus Sandin        | Washington Capitals |                    |                    |
| 48                                        | Ú                  | Jonatan Berggren     | Detroit Red Wings   |                    |                    |
| 49                                        | Ú                  | Fabian Zetterlund    | San Jose Sharks     |                    |                    |
| 54                                        | O                  | Anton Lindholm       | Leksands IF         |                    |                    |
| 59                                        | Ú                  | Linus Johansson      | Färjestad BK        |                    |                    |
| 64                                        | O                  | Jonathan Pudas       | Skellefteå AIK      |                    |                    |
| 70                                        | Ú                  | Dennis Rasmussen     | HC Davos            |                    |                    |
| 91                                        | Ú                  | Carl Grundström      | Los Angeles Kings   |                    |                    |
| 95                                        | Ú                  | Jacob de la Rose – A | Fribourg-Gottéron   |                    |                    |
| 98                                        | Ú                  | Alexander Nylander   | Pittsburgh Penguins |                    |                    |
| Zranění hráči, kteří odstoupili z turnaje |                    |                      |                     |                    |                    |
| 20                                        | Ú                  | André Petersson      | HV71                |                    |                    |

### Rakousko
- Soupiska na oficiálních webových stránkách zde
- Hlavní trenér:  Roger Bader
- Asistent trenéra:  Arno del Curto
- Asistent trenéra:  Harry Lange
- Asistent trenéra:  Alexander Mellitzer

| 3  | Ú | Peter Schneider        | Red Bull Salzburg    |
| 5  | Ú | Thomas Raffl –         | Red Bull Salzburg    |
| 9  | Ú | Ali Wukovits           | Red Bull Salzburg    |
| 12 | O | David Maier            | EC KAC               |
| 13 | O | Philipp Wimmer         | Red Bull Salzburg    |
| 14 | O | Kilian Zündel          | HC Ambrì-Piotta      |
| 16 | Ú | Dominic Zwerger        | HC Ambrì-Piotta      |
| 17 | Ú | Manuel Ganahl – A      | EC KAC               |
| 20 | O | Nico Brunner           | Vienna Capitals      |
| 21 | Ú | Lukas Haudum           | EC KAC               |
| 23 | Ú | Marco Rossi            | Minnesota Wild       |
| 24 | O | Steven Strong          | EC KAC               |
| 26 | Ú | Oliver Achermann       | HC La Chaux-de-Fonds |
| 29 | B | Bernhard Starkbaum     | Vienna Capitals      |
| 30 | B | David Kickert          | Red Bull Salzburg    |
| 31 | B | David Madlener         | Pioneers Vorarlberg  |
| 32 | O | Bernd Wolf             | HC Lugano            |
| 41 | Ú | Henrik Neubauer        | EK Zell am See       |
| 48 | Ú | Lucas Thaler           | Red Bull Salzburg    |
| 52 | Ú | Paul Huber             | Red Bull Salzburg    |
| 64 | O | David Reinbacher       | EHC Kloten           |
| 70 | Ú | Benjamin Nissner       | Red Bull Salzburg    |
| 78 | O | Thimo Nickl            | AIK IF               |
| 91 | O | Dominique Heinrich – A | Red Bull Salzburg    |
| 96 | Ú | Mario Huber            | Red Bull Salzburg    |

## Skupina B

### Česko
- Soupiska na oficiálních webových stránkách zde
- Hlavní trenér:  Kari Jalonen
- Asistent trenéra:  Martin Erat
- Asistent trenéra:  Libor Zábranský
- Trenér brankářů:  Zdeněk Orct

| Česko na MS 2023                          | Česko na MS 2023 | Česko na MS 2023     | Česko na MS 2023        | Česko na MS 2023 | Česko na MS 2023 |
| Číslo                                     | Post             | Hráč                 | Klub                    |                  |                  |
| ----------------------------------------- | ---------------- | -------------------- | ----------------------- | ---------------- | ---------------- |
| 3                                         | O                | Ronald Knot          | Tucson Roadrunners      |                  |                  |
| 6                                         | O                | Michal Kempný        | HC Sparta Praha         |                  |                  |
| 7                                         | O                | Tomáš Dvořák         | HC Dynamo Pardubice     |                  |                  |
| 8                                         | Ú                | Ondřej Beránek       | HC Energie Karlovy Vary |                  |                  |
| 10                                        | Ú                | Roman Červenka –     | Rapperswil-Jona Lakers  |                  |                  |
| 13                                        | Ú                | Jiří Smejkal         | IK Oskarshamn           |                  |                  |
| 14                                        | Ú                | Filip Chlapík        | HC Ambrì-Piotta         |                  |                  |
| 18                                        | Ú                | Dominik Kubalík      | Detroit Red Wings       |                  |                  |
| 19                                        | Ú                | Jakub Flek           | HC Kometa Brno          |                  |                  |
| 25                                        | Ú                | Radan Lenc           | HV71                    |                  |                  |
| 30                                        | B                | Šimon Hrubec         | ZSC Lions               |                  |                  |
| 33                                        | O                | Jan Košťálek         | HC Dynamo Pardubice     |                  |                  |
| 47                                        | O                | Michal Jordán – A    | Rapperswil-Jona Lakers  |                  |                  |
| 48                                        | Ú                | Jiří Černoch         | HC Energie Karlovy Vary |                  |                  |
| 50                                        | B                | Karel Vejmelka       | Arizona Coyotes         |                  |                  |
| 52                                        | Ú                | Michael Špaček       | HC Ambrì-Piotta         |                  |                  |
| 53                                        | Ú                | Radim Zohorna        | Toronto Marlies         |                  |                  |
| 61                                        | Ú                | Martin Kaut          | San Jose Barracuda      |                  |                  |
| 67                                        | O                | Jakub Zbořil         | Boston Bruins           |                  |                  |
| 69                                        | Ú                | Daniel Voženílek     | HC Oceláři Třinec       |                  |                  |
| 71                                        | Ú                | Vladimír Sobotka – A | HC Sparta Praha         |                  |                  |
| 77                                        | O                | David Němeček        | HC Sparta Praha         |                  |                  |
| 84                                        | O                | Tomáš Kundrátek      | HC Kometa Brno          |                  |                  |
| 94                                        | B                | Marek Langhamer      | Ilves                   |                  |                  |
| 96                                        | Ú                | David Tomášek        | HC Sparta Praha         |                  |                  |
| Zranění hráči, kteří odstoupili z turnaje |                  |                      |                         |                  |                  |
| 23                                        | Ú                | Lukáš Sedlák         | HC Dynamo Pardubice     |                  |                  |
| 72                                        | Ú                | Filip Chytil         | New York Rangers        |                  |                  |

### Kanada
- Soupiska na oficiálních webových stránkách zde
- Hlavní trenér:  André Tourigny
- Asistent trenéra:  Troy Ryan
- Asistent trenéra:  D. J. Smith
- Asistent trenéra:  Alex Tanguay

| 5  | O | Jacob Middleton       | Minnesota Wild      |
| 7  | O | Pierre-Olivier Joseph | Pittsburgh Penguins |
| 8  | Ú | Cody Glass            | Nashville Predators |
| 11 | Ú | Jack McBain           | Arizona Coyotes     |
| 17 | Ú | Milan Lucic – A       | Calgary Flames      |
| 19 | Ú | Peyton Krebs          | Buffalo Sabres      |
| 20 | O | Justin Barron         | Montreal Canadiens  |
| 21 | Ú | Scott Laughton – A    | Philadelphia Flyers |
| 22 | Ú | Jack Quinn            | Buffalo Sabres      |
| 27 | B | Devon Levi            | Buffalo Sabres      |
| 30 | B | Joel Hofer            | St. Louis Blues     |
| 35 | B | Sam Montembeault      | Montreal Canadiens  |
| 52 | O | MacKenzie Weegar – A  | Calgary Flames      |
| 53 | O | Michael Carcone       | Tucson Roadrunners  |
| 57 | O | Tyler Myers           | Vancouver Canucks   |
| 63 | Ú | Jake Neighbours       | St. Louis Blues     |
| 67 | Ú | Lawson Crouse – A     | Arizona Coyotes     |
| 73 | Ú | Tyler Toffoli –       | Calgary Flames      |
| 74 | O | Ethan Bear            | Vancouver Canucks   |
| 77 | O | Brad Hunt             | Colorado Avalanche  |
| 79 | Ú | Samuel Blais          | St. Louis Blues     |
| 90 | Ú | Joe Veleno            | Detroit Red Wings   |
| 91 | Ú | Adam Fantilli         | Michigan Wolverines |

### Kazachstán
- Soupiska na oficiálních webových stránkách zde
- Hlavní trenér:  Galym Mambetaljev
- Asistent trenéra:  Alexandr Berezenskij
- Asistent trenéra:  Jerlan Sagymbajev
- Asistent trenéra:  Alexandr Šimin
- Asistent trenéra:  Alexandr Vysockij

| 1  | B | Nikita Bojarkin      | Barys Astana        |
| 10 | Ú | Nikita Michajlis – A | Barys Astana        |
| 13 | Ú | Dinmuchamed Kajyržan | Barys Astana        |
| 17 | Ú | Alichan Omirbekov    | Nomad Nur-Sultan    |
| 18 | Ú | Ansar Šajchmeddenov  | Barys Astana        |
| 21 | O | Kirill Polochov      | Arlan Kokshetau     |
| 23 | Ú | Maxim Muchametov     | Nomad Nur-Sultan    |
| 25 | O | Danil Butěnko        | Nomad Nur-Sultan    |
| 28 | O | Valerij Orekov       | Admiral Vladivostok |
| 31 | O | Arťom Koroljov       | Nomad Nur-Sultan    |
| 43 | B | Andrej Šutov         | Barys Astana        |
| 48 | Ú | Roman Starčenko –    | Barys Astana        |
| 55 | O | Tamirlan Gaitamirov  | Barys Astana        |
| 65 | O | Samat Danijar        | Barys Astana        |
| 71 | O | Madi Dichanbek       | Nomad Nur-Sultan    |
| 72 | Ú | Maxim Musorov        | Chimik Voskresensk  |
| 73 | B | Maxim Pavlenko       | Nomad Nur-Sultan    |
| 79 | Ú | Michail Rakchmanov   | Barys Astana        |
| 81 | Ú | Batyrlan Muratov     | Nomad Nur-Sultan    |
| 84 | Ú | Kirill Savickij      | Barys Astana        |
| 86 | Ú | Abaj Mangisbajev     | Barys Astana        |
| 87 | O | Adil Beketajev       | Barys Astana        |
| 88 | Ú | Jevgenij Rymarev     | AKM Novomoskovsk    |
| 92 | Ú | Dmitrij Grenc        | Arlan Kokshetau     |
| 96 | Ú | Alichan Asetov – A   | Barys Astana        |

### Lotyšsko
- Soupiska na oficiálních webových stránkách zde
- Hlavní trenér:  Harijs Vītoliņš
- Asistent trenéra:  Artis Ābols
- Asistent trenéra:  Lauris Dārziņš
- Asistent trenéra:  Artūrs Irbe
- Asistent trenéra:  Petteri Nummelin
- Asistent trenéra:  Raimonds Vilkoits

| Lotyšsko na MS 2023                       | Lotyšsko na MS 2023 | Lotyšsko na MS 2023 | Lotyšsko na MS 2023          | Lotyšsko na MS 2023 | Lotyšsko na MS 2023 |
| Číslo                                     | Post                | Hráč                | Klub                         |                     |                     |
| ----------------------------------------- | ------------------- | ------------------- | ---------------------------- | ------------------- | ------------------- |
| 2                                         | O                   | Kārlis Čukste       | HC Oceláři Třinec            |                     |                     |
| 9                                         | Ú                   | Renārs Krastenbergs | AIK                          |                     |                     |
| 13                                        | Ú                   | Rihards Bukarts     | EC KAC                       |                     |                     |
| 16                                        | Ú                   | Kaspars Daugaviņš – | Iserlohn Roosters            |                     |                     |
| 17                                        | Ú                   | Mārtiņš Dzierkals   | Banes Motor České Budějovice |                     |                     |
| 18                                        | Ú                   | Rodrigo Ābols – A   | Örebro HK                    |                     |                     |
| 21                                        | Ú                   | Rūdolfs Balcers     | Syracuse Crunch              |                     |                     |
| 22                                        | Ú                   | Toms Andersons      | HC La Chaux-de-Fonds         |                     |                     |
| 26                                        | O                   | Uvis Balinskis      | Bílí Tygři Liberec           |                     |                     |
| 27                                        | O                   | Oskars Cibuļskis    | Rytíři Kladno                |                     |                     |
| 29                                        | O                   | Ralfs Freibergs     | HC VERVA Litvínov            |                     |                     |
| 31                                        | B                   | Artūrs Šilovs       | Abbotsford Canucks           |                     |                     |
| 39                                        | Ú                   | Georgs Golovkovs    | Södertälje SK                |                     |                     |
| 50                                        | B                   | Kristers Gudļevskis | Modo Hockey                  |                     |                     |
| 65                                        | O                   | Arvils Bergmanis    | Alaska Nanooks               |                     |                     |
| 70                                        | Ú                   | Miks Indrašis       | Schwenninger Wild Wings      |                     |                     |
| 71                                        | Ú                   | Roberts Bukarts – A | HC Vítkovice Ridera          |                     |                     |
| 72                                        | O                   | Jānis Jaks          | HC VERVA Litvínov            |                     |                     |
| 73                                        | Ú                   | Deniss Smirnovs     | Ženeva-Servette HC           |                     |                     |
| 74                                        | B                   | Ivars Punnenovs     | Lausanne HC                  |                     |                     |
| 77                                        | O                   | Kristaps Zile       | HC VERVA Litvínov            |                     |                     |
| 85                                        | Ú                   | Dans Ločmelis       | Luleå HF                     |                     |                     |
| 91                                        | Ú                   | Ronalds Ķēniņš      | Lausanne HC                  |                     |                     |
| 94                                        | O                   | Kristiāns Rubīns    | Calgary Wranglers            |                     |                     |
| 95                                        | Ú                   | Oskars Batņa        | Mikkelin Jukurit             |                     |                     |
| Zranění hráči, kteří odstoupili z turnaje |                     |                     |                              |                     |                     |
| 25                                        | Ú                   | Andris Džeriņš      | Herning Blue Fox             |                     |                     |
| 55                                        | O                   | Roberts Mamčics     | HC MIKRON Nové Zámky         |                     |                     |

### Norsko
- Soupiska na oficiálních webových stránkách zde
- Hlavní trenér:  Tobias Johansson
- Asistent trenéra:  Pär Johansson
- Asistent trenéra:  John Riley

| 2  | O | Isak Hansen                 | Leksands IF             |
| 4  | O | Johannes Johannesen – A     | Mora IK                 |
| 8  | Ú | Mathias Trettenes – A       | HPK                     |
| 10 | O | Mattias Nørstebø            | IF Björklöven           |
| 12 | Ú | Noah Steen                  | Mora IK                 |
| 13 | Ú | Sondre Olden                | HC La Chaux-de-Fonds    |
| 16 | O | Ole Einar Engeland Andersen | Stjernen Hockey         |
| 17 | Ú | Eirik Salsten               | Storhamar Hockey        |
| 18 | Ú | Thomas Olsen                | Vålerenga Ishockey      |
| 19 | Ú | Håvard Salsten              | Sparta Sarpsborg        |
| 20 | Ú | Ludvig Hoff                 | Stavanger Oilers        |
| 23 | Ú | Thomas Berg-Paulsen         | Stavanger Oilers        |
| 24 | O | Ole Julian Bjørgvik-Holm    | Cleveland Monsters      |
| 27 | Ú | Andreas Martinsen           | Vålerenga Ishockey      |
| 30 | B | Tobias Normann              | Sparta Sarpsborg        |
| 31 | B | Jonas Arntzen               | Örebro HK               |
| 33 | B | Henrik Haukeland            | Düsseldorfer EG         |
| 37 | Ú | Markus Vikingstad           | Fischtown Pinguins      |
| 40 | Ú | Ken André Olimb –           | Schwenninger Wild Wings |
| 42 | Ú | Petter Vesterheim           | Mora IK                 |
| 43 | O | Max Krogdahl                | Västerviks IK           |
| 49 | O | Christian Kåsastul          | HIFK Hockey             |
| 76 | O | Emil Lilleberg              | IK Oskarshamn           |
| 85 | Ú | Michael Haga                | Black Wings Linz        |
| 86 | Ú | Philip Granath              | Tappara                 |

### Slovensko
- Soupiska na oficiálních webových stránkách zde
- Hlavní trenér:  Craig Ramsay
- Asistent trenéra:  Peter Frühauf
- Asistent trenéra:  Ján Pardavý
- Asistent trenéra:  Andrej Podkonický
- Trenér brankářů:  Peter Kosa

| 3  | O | Adam Jánošík        | BK Mladá Boleslav          |
| 5  | O | Šimon Nemec         | Utica Comets               |
| 7  | O | Mário Grman         | HC Vítkovice Ridera        |
| 8  | Ú | Martin Chromiak     | Ontario Reign              |
| 12 | Ú | Oliver Okuliar      | Mountfield HK              |
| 13 | O | František Gajdoš    | HK Nitra                   |
| 16 | Ú | Róbert Lántoši      | BK Mladá Boleslav          |
| 17 | Ú | Andrej Kudrna       | HC VERVA Litvínov          |
| 21 | Ú | Miloš Kelemen       | Tucson Roadrunners         |
| 22 | O | Samuel Kňažko       | Cleveland Monsters         |
| 25 | Ú | Alex Tamáši         | HC ’05 Banská Bystrica     |
| 27 | Ú | Marek Hrivík –      | Leksands IF                |
| 28 | Ú | Richard Pánik       | Lausanne HC                |
| 29 | O | Michal Ivan         | Bílí Tygři Liberec         |
| 31 | B | Samuel Hlavaj       | HC SLOVAN Bratislava       |
| 33 | B | Stanislav Škorvánek | HK Dukla Ingema Michalovce |
| 34 | Ú | Peter Cehlárik – A  | Leksands IF                |
| 35 | B | Dominik Riečický    | HC Košice                  |
| 44 | O | Mislav Rosandić     | Mountfield HK              |
| 47 | Ú | Mário Lunter        | BK Mladá Boleslav          |
| 48 | Ú | Viliam Čacho        | HK DUKLA Trenčín           |
| 64 | O | Patrik Koch         | HC Vítkovice Ridera        |
| 79 | Ú | Libor Hudáček       | HC Oceláři Třinec          |
| 87 | Ú | Pavol Regenda       | Anaheim Ducks              |
| 91 | Ú | Matúš Sukeľ – A     | HC VERVA Litvínov          |

### Slovinsko
- Soupiska na oficiálních webových stránkách zde
- Hlavní trenér:  Matjaž Kopitar
- Asistent trenéra:  Gorazd Rekelj
- Trenér brankářů:  Klemen Mohorič

| 4  | O | Aleksandar Magovac | HK SŽ Olimpija      |
| 6  | O | Miha Štebih        | Nice Aigles         |
| 8  | Ú | Žiga Jeglič        | Fischtown Pinguins  |
| 12 | Ú | Nik Simšič         | HK SŽ Olimpija      |
| 14 | O | Matic Podlipnik    | HK Poprad           |
| 15 | O | Blaž Gregorc       | Augsburger Panther  |
| 17 | O | Žiga Pavlin – A    | HC Pustertal        |
| 18 | Ú | Ken Ograjenšek     | Graz 99ers          |
| 19 | Ú | Žiga Pance         | HK SŽ Olimpija      |
| 21 | Ú | Jan Drozg          | Amur Chabarovsk     |
| 24 | Ú | Rok Tičar – A      | EC KAC              |
| 26 | Ú | Jan Urbas –        | Fischtown Pinguins  |
| 32 | B | Gašper Krošelj     | BK Mladá Boleslav   |
| 33 | B | Žan Us             | HK SŽ Olimpija      |
| 35 | B | Luka Gračnar       | EV Landshut         |
| 44 | O | Aljoša Crnovič     | HK SŽ Olimpija      |
| 45 | Ú | Luka Maver         | Pioneers Vorarlberg |
| 55 | Ú | Robert Sabolič     | EC VSV              |
| 76 | O | Kristjan Čepon     | HK SŽ Olimpija      |
| 81 | Ú | Tadej Čimžar       | HK SŽ Olimpija      |
| 88 | Ú | Miha Zajc          | HK SŽ Olimpija      |
| 91 | Ú | Miha Verlič        | Fischtown Pinguins  |
| 92 | Ú | Anže Kuralt        | Fehérvár AV19       |
| 96 | O | Bine Mašič         | Vaasan Sport        |
| 98 | Ú | Blaž Tomaževič     | EC VSV              |

### Švýcarsko
- Soupiska na oficiálních webových stránkách zde
- Hlavní trenér:  Patrick Fischer
- Asistent trenéra:  Tommy Albelin
- Asistent trenéra:  Marcel Jenni

| Švýcarsko na MS 2023                      | Švýcarsko na MS 2023 | Švýcarsko na MS 2023   | Švýcarsko na MS 2023 | Švýcarsko na MS 2023 | Švýcarsko na MS 2023 |
| Číslo                                     | Post                 | Hráč                   | Klub                 |                      |                      |
| ----------------------------------------- | -------------------- | ---------------------- | -------------------- | -------------------- | -------------------- |
| 9                                         | Ú                    | Damien Riat            | Lausanne HC          |                      |                      |
| 10                                        | Ú                    | Andres Ambühl – A      | HC Davos             |                      |                      |
| 11                                        | Ú                    | Sven Senteler          | EV Zug               |                      |                      |
| 13                                        | Ú                    | Nico Hischier          | New Jersey Devils    |                      |                      |
| 14                                        | O                    | Dean Kukan             | ZSC Lions            |                      |                      |
| 21                                        | Ú                    | Kevin Fiala            | Los Angeles Kings    |                      |                      |
| 22                                        | Ú                    | Nino Niederreiter –    | Winnipeg Jets        |                      |                      |
| 24                                        | O                    | Tobias Geisser         | EV Zug               |                      |                      |
| 29                                        | B                    | Robert Mayer           | Ženeva-Servette HC   |                      |                      |
| 36                                        | B                    | Joren van Pottelberghe | EHC Biel             |                      |                      |
| 43                                        | O                    | Andrea Glauser         | Lausanne HC          |                      |                      |
| 45                                        | O                    | Michael Fora           | HC Davos             |                      |                      |
| 54                                        | O                    | Christian Marti – A    | ZSC Lions            |                      |                      |
| 55                                        | O                    | Romain Loeffel         | SC Bern              |                      |                      |
| 59                                        | Ú                    | Dario Simion           | EV Zug               |                      |                      |
| 62                                        | Ú                    | Denis Malgin           | Colorado Avalanche   |                      |                      |
| 63                                        | B                    | Leonardo Genoni        | EV Zug               |                      |                      |
| 68                                        | Ú                    | Fabrice Herzog         | EV Zug               |                      |                      |
| 70                                        | Ú                    | Enzo Corvi             | HC Davos             |                      |                      |
| 71                                        | Ú                    | Tanner Richard         | Ženeva-Servette HC   |                      |                      |
| 86                                        | O                    | Janis Moser            | Arizona Coyotes      |                      |                      |
| 88                                        | Ú                    | Christoph Bertschy     | Fribourg-Gottéron    |                      |                      |
| 92                                        | Ú                    | Gaëtan Haas            | EHC Biel             |                      |                      |
| 97                                        | O                    | Jonas Siegenthaler     | New Jersey Devils    |                      |                      |
| 98                                        | Ú                    | Marco Miranda          | Ženeva-Servette HC   |                      |                      |
| Zranění hráči, kteří odstoupili z turnaje |                      |                        |                      |                      |                      |
| 79                                        | Ú                    | Calvin Thürkauf        | HC Lugano            |                      |                      |